# Karaoluk, Yeşilyurt
Karaoluk là một xã thuộc huyện Yeşilyurt, tỉnh Tokat, Thổ Nhĩ Kỳ. Dân số thời điểm năm 2011 là 105 người.